# Muzeum Fransa Halsa
Muzeum Fransa Halsa – muzeum sztuki w holenderskim mieście Haarlem, gdzie za sprawą zmian dokonywanych w malarstwie, narodził się złoty wiek sztuki holenderskiej. W muzeum znajduje się największa kolekcja obrazów Fransa Halsa.

## Historia
Muzeum powstało w 1862 roku, a za swoją siedzibę obrało nowo wyremontowane pomieszczenia kościoła dominikanów, znajdujące się na tyłach haarlemskiego ratusza. W 1913 roku, z powodu powiększających się zbiorów, muzeum zostało przeniesione do opuszczonego budynku sierocińca. Kolekcja opierała się na obrazach będących własnością miasta Haarlem, które zostały zagrabione z katolickich kościołów w 1580 roku (ok. stu sztuk) po reformacji oraz z wyburzonych budynków po XV wieku.

## Kolekcja
Oprócz obrazów Halsa, w muzeum można obejrzeć dzieła jego poprzedników i współczesnych oraz przedmioty codziennego użytku: meble, ceramikę, szkło, srebro. Najstarsze obrazy pochodzą z XVI wieku i przedstawiają głównie postacie biblijne. Około 1590 roku Haarlem stał się ośrodkiem dla powstającego nowego stylu – manieryzmu. Kolejne obrazy pochodzą z XVII wieku i stanowią świadectwo holenderskiego złotego wieku.
Oprócz obrazów Fransa Halsa w muzeum eksponowane są prace m.in. takich twórców jak:
- Jan van Scorel, 1495–1562
- Marten Jacobszoon Heemskerk van Veen, 1498–1574
- Karel van Mander, 1548–1606
- Hendrik Goltzius, 1558–1617
- Pieter Claesz, 1597–1660
- Johannes Cornelisz Verspronck, 1597–1662
- Salomon de Bray, 1597–1664
- Pieter Saenredam, 1597–1665
- Salomon van Ruysdael, 1600–1670
- Adriaen Brouwer, 1605–1638
- Judith Leyster, 1609–1660
- Jan Miense Molenaer, 1610–1668
- Bartholomeus van der Helst, 1613–1670
- Jan Steen, 1625–1679
- Jan de Bray, 1627–1697
- Jacob van Ruisdael, 1628–1682
- Gerrit Adriaenszoon Berckheyde, 1638–1698